# العلاقات الفيجية الليتوانية
العلاقات الفيجية الليتوانية هي العلاقات الثنائية التي تجمع بين فيجي وليتوانيا.

## مقارنة بين البلدين
هذه مقارنة عامة ومرجعية للدولتين:
| وجه المقارنة                                              | فيجي                                                                 | ليتوانيا                                                    |
| --------------------------------------------------------- | -------------------------------------------------------------------- | ----------------------------------------------------------- |
| المساحة (كم2)                                             | 18.27 ألف                                                            | 65.30 ألف                                                   |
| عدد السكان (نسمة)                                         | 915.30 ألف                                                           | 2.79 مليون                                                  |
| الكثافة السكانية (ن./كم²)                                 | 50.1                                                                 | 42.73                                                       |
| العاصمة                                                   | سوفا                                                                 | فيلنيوس، كاوناس                                             |
| اللغة الرسمية                                             | لغة إنجليزية، اللغة الفيجية، اللغة الفيجي الهندية، اللغة الهندستانية | اللغة الليتوانية                                            |
| العملة                                                    | دولار فيجي                                                           | ليتاس ليتواني، يورو                                         |
| الناتج المحلي الإجمالي (بليون دولار)                      | 5.06 مليار                                                           | 47.17 مليار                                                 |
| الناتج المحلي الإجمالي (تعادل القوة الشرائية) بليون دولار | 8.32 مليار                                                           | 84.06 مليار                                                 |
| الناتج المحلي الإجمالي الاسمي للفرد دولار أمريكي          | 4.96 ألف                                                             | 14.15 ألف                                                   |
| الناتج المحلي الإجمالي للفرد دولار أمريكي                 | 8.79 ألف                                                             | 27.69 ألف                                                   |
| مؤشر التنمية البشرية                                      | 0.727                                                                | 0.839                                                       |
| رمز المكالمات الدولي                                      | +679                                                                 | +370                                                        |
| رمز الإنترنت                                              | .fj                                                                  | .lt                                                         |
| المنطقة الزمنية                                           | ت ع م+12:00                                                          | ت ع م+02:00، ت ع م+03:00، أوروبا/فيلنيوس ‏، توقيت شرق أوروبا |

## منظمات دولية مشتركة
يشترك البلدان في عضوية مجموعة من المنظمات الدولية، منها:
| علم المنظمة | اسم المنظمة                               | تاريخ انضمام فيجي | تاريخ انضمام ليتوانيا |
| ----------- | ----------------------------------------- | ----------------- | --------------------- |
|             | الاتحاد البريدي العالمي                   | ?                 | ?                     |
|             | يونسكو                                    | 14 يوليو 1983     | 7 أكتوبر 1991         |
|             | البنك الدولي للإنشاء والتعمير             | 28 مايو 1971      | 6 يوليو 1992          |
|             | منظمة التجارة العالمية                    | ?                 | ?                     |
|             | وكالة ضمان الاستثمار متعدد الأطراف        | 24 سبتمبر 1990    | 8 يونيو 1993          |
|             | الاتحاد الدولي للاتصالات                  | 5 مايو 1971       | 1 يوليو 1923          |
|             | منظمة الشرطة الجنائية الدولية             | ?                 | ?                     |
|             | مؤسسة التمويل الدولية                     | 12 يوليو 1979     | 15 يناير 1993         |
|             | الأمم المتحدة                             | 13 أكتوبر 1970    | 17 سبتمبر 1991        |
|             | مؤسسة التنمية الدولية                     | 29 سبتمبر 1972    | 23 سبتمبر 2011        |
|             | منظمة حظر الأسلحة الكيميائية              | ?                 | ?                     |
|             | المركز الدولي لتسوية المنازعات الاستشارية | 10 سبتمبر 1977    | 5 أغسطس 1992          |

## وصلات خارجية
- موقع وزارة الخارجية الفيجية
- موقع وزارة الخارجية الليتوانية